# MRPS25
MRPS25‏ (Mitochondrial ribosomal protein S25) هوَ بروتين يُشَفر بواسطة جين MRPS25 في الإنسان.